# 新宮站 (日本)
新宮站（日语：／ Shingū eki */?）位于和歌山縣新宮市徐福二丁目，是西日本旅客鐵道（JR西日本）与東海旅客鐵道（JR東海）的边界站，其事務管理编号为▲622038。

## 概述
本站是新宫市的代表站，站房由JR西日本管理，在紀勢本線的运营中发挥着重要作用，紀勢本線在本站以西為1500伏特直流電氣化，乃JR西日本管轄，暱稱為「紀國線」（きのくに線）；以東未電氣化，由JR東海管轄。除了JR东海运营的特急列車“南紀”的一部分會从名古屋站經停該站到達紀伊勝浦站以外，沒有其他跨公司運行的列車。本站在和歌山县内的所有车站中位於最东端。

## 车站结构

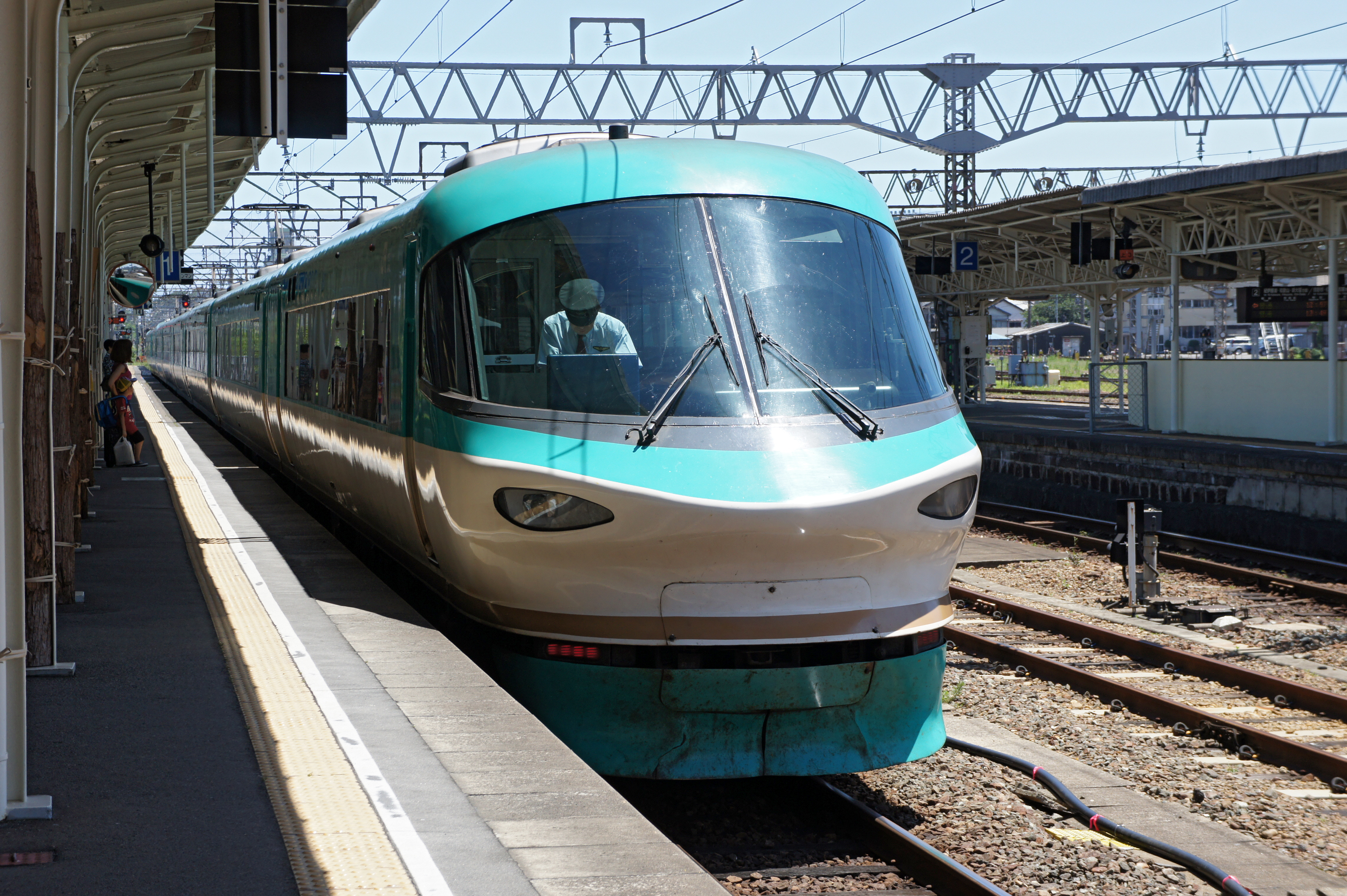

### 月台
| 月台 | 路線      | 方向                               | 备注         |
| ---- | --------- | ---------------------------------- | ------------ |
| 1    | 纪国线    | 紀伊勝浦・和歌山・新大阪・京都方向 |              |
| 2・3 | 纪国线    | 紀伊勝浦・和歌山・新大阪・京都方向 | 包含一列特快 |
| 2・3 | ■紀勢本線 | 熊野市・尾鷲・松阪・名古屋方向     |              |

## 相邻车站
※特快「黑潮」「南紀」
西日本旅客鐵道（JR西日本）
 紀國线（紀勢本線）
新宮－三輪崎
東海旅客鐵道（JR東海）
■紀勢本線
鵜殿－新宮

## 外部連結
- 新宮｜車站資訊：JR出門網 - 西日本旅客鐵道